# 山崎章郎
山崎 章郎（やまざき ふみお、1947年 - ）は、日本の医師、文筆家。

## 来歴
福島県東白川郡塙町生まれ。4人きょうだいの末っ子（兄1人、姉2人）。曾祖父は棚倉藩の御典医。父は福島県の中学校教員。
福島県立安積高等学校卒業。1975年、千葉大学医学部卒業後、千葉大学医学部附属病院第一外科勤務。1984年、千葉県八日市場市（現匝瑳市）市民病院消化器科医長。1991年、聖ヨハネ会桜町病院ホスピス科部長。2005年、在宅診療専門診療所ケアタウン小平クリニック院長。
1991年、『病院で死ぬということ』で日本エッセイストクラブ賞受賞。同作は1993年に市川準監督で映画化された。

## 著書
- 『病院で死ぬということ』主婦の友社　1990　のち文春文庫
- 『ここが僕たちのホスピス』東京書籍　1993　のち文春文庫
- 『続・病院で死ぬということ』主婦の友社　1993　のち文春文庫
- 『僕が医者として出来ること』講談社　1995　のち+α文庫
- 『僕のホスピス1200日 自分らしく生きるということ』海竜社　1995　のち文春文庫
- 『家で死ぬということ』海竜社 2012

## 共編著
- 『がんの苦しみが消える ホスピス・緩和ケア病棟ガイド』編　三省堂　1994
- 『いちばん納得できるガンとのつき合い方』帯津良一共著　PHP研究所　1998
- 『河辺家のホスピス絵日記 愛する命を送るとき』河辺貴子共著　東京書籍　2000
- 『「生」を最後まで輝かせるホスピス・ハンドブック』桜町病院聖ヨハネホスピス,聖ヨハネホスピスケア研究所共著　講談社　2000
- 『ホスピス宣言 ホスピスで生きるということ』米沢慧共著　春秋社　2000
- 『いのちの言葉 対談集』柳田邦男,道浦母都子,徳永進,高史明,細谷亮太共著　三輪書店　2005
- 『新ホスピス宣言 スピリチュアルケアをめぐって』米沢慧共著　雲母書房　2006
- 『病院で死ぬのはもったいない 〈いのち〉を受けとめる新しい町へ』二ノ坂保喜共著 米沢慧編　春秋社　2012

## 翻訳
- D.E.アウターブリッジ, A.R.ハーシュ『安らかに死ぬということ 死と向き合い、最後の人生を豊かなものにするために』講談社　1993
- ハーバート&ケイ・クレイマー『死への準備教育 クレイマー夫妻の対話』監訳　読売新聞社　1995